# Un bebé de Paris
Un bebé de París (Em português: "Um bebê de Paris") é um filme argentino em preto e branco. Foi dirigido e roteirizado por Manuel Romero, baseando-se na obra teatral de Carlos Damel e Camilo Darthés. O filme estreou em 18 de março de 1941 e teve como protagonistas Paulina Singerman, Enrique Serrano, Ernesto Raquén, Segundo Pomar, María Esther Podestá e Teresa Serrador. Com este filme, foi inaugurada a Cine Ocean, em Buenos Aires.

## Sinopse
Uma mulher finge sua gravidez para recuperar seu marido e logo consegue.

## Elenco
| Ator/Atriz           | Personagem          |
| -------------------- | ------------------- |
| Paulina Singerman    | Raquel              |
| Enrique Serrano      | Andrés              |
| Ernesto Raquén       | Atilio              |
| Segundo Pomar        | Ponciano            |
| María Esther Podestá | Teodora             |
| Teresa Serrador      | A mãe               |
| María Armand         | Prudencia           |
| Fernando Campos      | Federico            |
| Gerardo Rodríguez    | detetive particular |
| Francisco Audenino   | ferrageiro          |
| Arturo Palito        | garçom              |
| Carlos Dante         | descreditado        |
| Nelly Campos         |                     |

## Críticas
A coluna de crônicas da revista El Heraldo del Cinematografista disse: "Intriga inverossímil e complicada, de enredo, que oscila entre a farsa de salão e o sainete". Raul Manrupe e Alejandra Portela também opinaram: